# Alain Daniélou
Alain Daniélou (Neuilly-sur-Seine, 4 ottobre 1907 – Lonay, 27 gennaio 1994) è stato uno storico delle religioni e orientalista francese.
Fratello minore del cardinale Jean Daniélou, Alain Daniélou fu uno studioso della storia della musica, grande esperto della storia dell'India, e uno dei più noti adepti occidentali dello Shivaismo.

## Vita
Figlio di una fervente cattolica e di un politico bretone anticlericale, di salute cagionevole passa la sua infanzia in campagna tra la biblioteca paterna ed il pianoforte. Fin da giovanissimo si appassiona alla musica ed alla pittura.
Compie i suoi studi universitari in America lavorando anche come pianista nei cinematografi per accompagnare i film muti. Tornato in Francia studia composizione, canto e danza classica. Viene attratto dai paesi esotici e nel 1932 inizia una serie di viaggi. Visita il Maghreb, il Medio Oriente, l'India, l'Indonesia, la Cina ed il Giappone.
Stabilitosi in India nel 1937, per 15 anni studia filosofia, musica e sanscrito nelle scuole tradizionali locali. Viene iniziato all'induismo śaivaita, impara a suonare la vina e adotta l'hindi come lingua quotidiana. Partecipa attivamente alla vita politica e alla lotta per l'indipendenza indiana diventando membro del Bharatiya Jana Sangh, un partito tradizionalista hindu.
Noto ormai col nome di Shiva Sharan ("il favorito di Shiva"), nel 1945 diventa docente all'università hindu di Benares, passando successivamente a dirigere un'importante biblioteca di manoscritti sanscriti a Madras nel 1954.
Negli inizi degli anni sessanta torna in Europa e nel 1963 fonda a Berlino, e nel 1969 a Venezia, l'Istituto Internazionale di Studi Comparativi della Musica. Negli anni seguenti si dedica a un'intensa attività divulgativa della cultura indiana.
Suo compagno di vita fu il fotografo svizzero Raymond Burnier (1912-1968), celebre per le foto del tempio di Khajurāho, con il quale passò molti anni in Afghanistan, a Varanasi e a Zagarolo (Roma). Una sua villa presso Zagarolo è oggi sede di FIND, Fondazione India-Europa di Nuovi Dialoghi, erede culturale della Fondazione Harsharan, da lui fondata nel 1969.
In occasione del suo ottantesimo compleanno, la città di Parigi organizzò in suo onore uno spettacolo sull'Avenue des Champs-Élysées, con Mady Mesplé, cui parteciparono le massime autorità dell'arte e della cultura.
Morì, ottantaseienne, il 27 gennaio del 1994.

## Opere e riconoscimenti
Alain Daniélou ebbe le seguenti onorificenze: Ufficiale della Legion d'onore, Ufficiale dell'Ordine nazionale al merito, Commendatore dell'Ordre des arts et des lettres, Professore Emeritus del Senato di Berlino (nel 1992), membro dell'Accademia di Musica dell'India. Nel 1991 ricevette il Premio Cervo per la Musica. Nel 1991 fu nominato membro onorario dell'Accademia Nazionale Indiana di Musica e Danza.
Come consulente musicale collaborò a diversi film, in particolare a India di Roberto Rossellini e Il fiume di Jean Renoir. Brani dei suoi dischi sono stati utilizzati da numerosi cineasti e coreografi.
Tra le sue molte opere hanno assoluto rilievo i suoi studi sullo Yoga e la storia e la cultura indiana in genere. Benché in ambito accademico non sia considerato un autore strettamente "scientifico", gli stessi sono stati tenuti in considerazione e citati anche da noti indianisti come Jean Varenne.
Nel 2017, il regista Riccardo Biadene realizza il documentario Alain Daniélou - Il labirinto di una vita, presentato al Biografilm Festival.

## Teorie sulla "Civiltà mediterranea"
Alain Daniélou ha dato il nome "Civiltà mediterranea" ai tratti comuni che egli ritiene si siano manifestati tra le popolazioni del bacino del Mediterraneo, del Vicino Oriente e dell'India, considerate di comuni origini e abitanti, prima del III millennio a.C. la zona che va dalla penisola iberica al fiume Gange.
Secondo Daniélou popolazioni quali Iberi, Pelasgi, Etruschi, Berberi, Minoici, Ciprioti, Egiziani, Sumeri e Dravidi avrebbero un'origine comune da un unico ceppo, che avrebbe giocato un ruolo fondamentale nella nascita delle grandi civiltà di quest'ampia zona e che non presenterebbe caratteristiche né indoeuropee (come i successivi invasori Achei, Iranici ecc.) né semitiche (come Assiri, Caldei, Ebrei ecc.).

## Teorie sui "Munda"
Secondo Daniélou, dietro alle attuali tribù Munda dell'India nord-occidentale ci sarebbe stato un antichissimo gruppo etnico diffuso in età preistorica dall'Africa al Mediterraneo fino all'India e all'Oceano Pacifico e di cui si trova ancora la discendenza specialmente in India, Indocina e Oceania.
Le varie ondate migratorie a partire da 70-75 000 anni fa portarono ad una divisione di questa antica popolazione ancestrale da cui sono derivati i vari tipi etnici. La popolazione di partenza sembra essere molto simile all'attuale gruppo Khoisan mentre il primo gruppo ad essersi separato sembrerebbe proprio il gruppo Proto-australoide poi a sua volta separato nel ceppo del pigmeo africano (esistono infatti sorprendenti somiglianze tra la cultura dei Munda indiani e quella dei Pigmei africani) e in quello australoide che si diffuse partendo dall'Africa orientale circa 60.000 anni fa, colonizzando tutta la zona tropicale fino al continente australiano. Questo gruppo etnico e culturale fu progressivamente respinto nel bacino mediterraneo e nel medioriente dalla Civiltà mediterranea e poi dalle invasioni ariane mentre riuscì a progredire maggiormente nel Sudest asiatico con le civiltà dei Mon-Khmer. Il ramo australoide colonizzò l'Oceania e diede vita alle culture aborigene di quelle isole.
Per Daniélou al gruppo delle lingue munda appartengano anche le lingue delle popolazioni autoctone della Birmania, dell'Indocina (come i Mon-Khmer) e della Malaysia, i Vedda dello Sri Lanka, i Batin di Sumatra, i Tala di Sulawesi e infine le Lingue australiane aborigene. Non risulta che queste popolazioni abbiano utilizzato alcun tipo di scrittura. Tuttavia svilupparono istituzioni sociali, concetti religiosi, filosofici ed artistici di alto livello. Tutta la loro cultura passava di generazione in generazione grazie alla tradizione orale. Questo fenomeno peraltro rappresenta una costante delle civiltà preistoriche e protostoriche e spiega l'importanza e la supremazia della trasmissione orale sulla scrittura tipica di molte società che hanno subito l'influenza di queste antiche popolazioni come ad esempio i Brahmani degli Inni Vedici. La stessa supremazia della parola si ritrova presso i Celti e in molte religioni odierne, come il cattolicesimo, continua a perdurare l'idea che solo il rito recitato oralmente sia efficace.
Queste popolazioni proto-australoidi, organizzate in piccoli gruppi a loro volta uniti in tribù, vivevano di caccia e raccolta nella foresta. Non praticavano l'agricoltura e, almeno per il gruppo indiano, si basavano su un'organizzazione sociale di tipo matriarcale: è alla donna anziana che si affida il comando della tribù. Da questo aspetto sociopolitico è derivata la poliandria sia come nozze successive tra una donna e vari uomini sia come tradizione diffusa presso alcune tribù del matrimonio tra una donna e tutti i fratelli di una famiglia. In particolare questa forma di poliandria si è tramandata anche in Tibet e presso i Khasi dell'Assam. Tracce di questa antica usanza dei popoli munda la troviamo anche nelle leggende presenti nel poema epico Mahābhārata diffusosi nelle tradizioni delle epoche indiane successive. Qui i cinque eroi principali sono i fratelli Pandava che hanno una sola sposa di nome Draupadi.
Sviluppo sociale e tecnologico nel caso dei munda, come spesso nella storia, non vanno di pari passo. La relativa complessità raggiunta sul piano socio-culturale infatti è accompagnata da una semplicità dello sviluppo tecnologico che risultò probabilmente determinante per le successive sottomissioni o assimilazioni da parte di civiltà ostili. Tuttavia nonostante la semplicità raggiunsero soluzioni tecniche interessanti e funzionali. Ancora oggi nel sud dell'India si trovano pescatori che utilizzano barche costruite senza l'ausilio del metallo. Il legno viene piegato al fuoco e legato per mezzo di corde di stoppa. Su barche simili i primi navigatori munda affrontarono l'Oceano Indiano fino all'Oceania ed alle coste africane. Originale è stato anche l'accostarsi di queste popolazioni al metallo. Se non sappiamo come e quando scoprirono la metallurgia sappiamo però che essi in India, come i Dravidi e gli Arii peraltro, non conobbero apparentemente l'età del bronzo passando dalla pietra polita all'età del ferro in un'epoca anteriore all'800 a.C. Inoltre presso gli eredi dei munda indiani ancora oggi il ferro ricopre un ruolo rituale e sacro: di ferro sono per esempio gli anelli e i bracciali che si regalano alle spose.
La religione di queste popolazioni, secondo gli studi fatti prevalentemente nell'area indiana, era basata sull'animismo e su un continuo rapporto con la natura. Figure centrali sono i sacerdoti incaricati ai riti propiziatori una sorta di sciamani o di àuguri. Gli animali sono considerati quasi umani tanto che storie come Il libro della giungla di Kipling e le favole sanscrite del Panchatantra (che ispirarono Esopo) derivano da tradizioni orali dei popoli munda indiani. Testimonianze delle origini comuni di tribù in territori così distanti tra loro si trovano anche nel campo musicale: ci sono similarità sorprendenti tra canti popolari con lo Jodel in Caucaso, Tirolo, presso i Pigmei e i Gond indiani.
I Pigmei sembrerebbero un antico ramo di queste tribù, così come al gruppo munda appartengono i circa 40 milioni di indiani odierni che vengono chiamati Adivasi dagli Hindu. Sempre a questo gruppo etnico risalgono le radici dei Mom-Khmer e la famosa città di Angkor è la più grande testimonianza della civiltà che hanno saputo sviluppare queste genti.

## Opere
- Yoga, metodo di reintegrazione (Yoga: méthode de réintégration), 1951
- L'erotismo divinizzato (L'érotisme divinisé), 1962
- I quattro sensi della vita, e la struttura dell'India tradizionale (Les quatre sens de la vie), 1963
- Il tamburo di Shiva (La musique de l'Inde du nord), 1966
- Storia dell'India (Histoire de l'Inde), 1971
- Miti e dèi dell'India (Mythes et dieux de l'Inde), 1975
- Śiva e Dioniso (Shiva et Dionysos), 1979
- La via del labirinto, ricordi d'oriente e d'occidente (Le chemin du labyrinthe), 1981
- La fantasia degli dèi e l'avventura umana (La fantaisie des dieux et l'aventure humaine), 1985
- Il giro del mondo nel 1936 (Le tour du monde en 1936), 1987

## Filmografia
- Alain Daniélou - L'esprit libre, regia di Joël Farges - documentario (2023)
- Alain Daniélou - Il labirinto di una vita, regia di Riccardo Biadene - documentario (2017)